# دانيال بي. هاينر
دانيال بي. هاينر (بالإنجليزية: Daniel Brodhead Heiner)‏ هو محامي وسياسي أمريكي، ولد في 30 ديسمبر 1854 في الولايات المتحدة، وتوفي بنفس المكان في 14 فبراير 1944. حزبياً، نشط في الحزب الجمهوري. وقد انتخب عضو مجلس النواب الأمريكي.